# 錱常在 (咸豐帝)

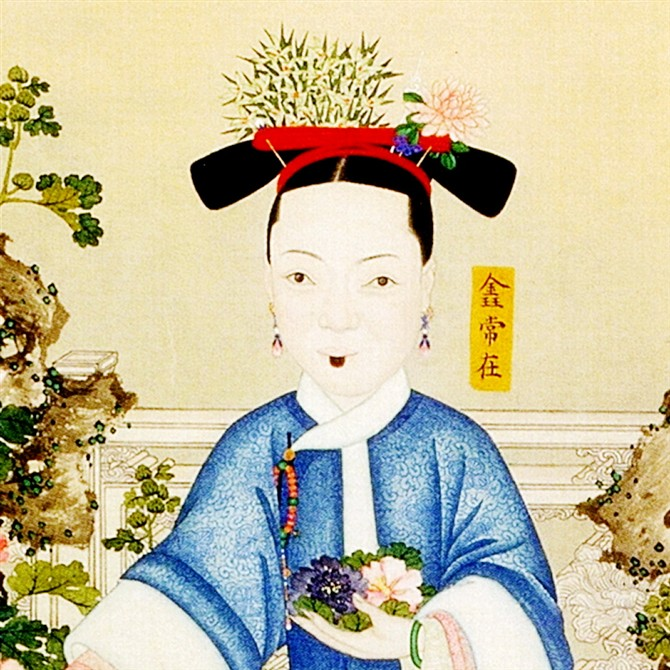
錱常在

錱常在（18世紀—1859年），戴氏，正白旗披甲人吉祿之嫡女。包衣管領下辛者庫人。咸豐帝之常在。

## 生平
錱常在的生年不詳，生母是吉祿的原配，惟早逝。吉祿在嫡女錱常在入宮之後，續娶一個女子為妻，生下二個兒子和一個女兒，旋即病逝。
咸豐三年（1853年），戴氏直接在內務府選秀中被指定為內庭主位。二月二十四日，總管呂泰奉旨戴氏著封為錱常在，位序在眾常在之首。初與雲嬪武佳氏、婉貴人索綽絡氏和春貴人暝諳氏同居承乾宮，後與麗貴人和珳貴人徐佳氏同居永和宮。
咸豐七年（1857年）閏五月二十四日，永和宮錱常在位下交出一名於咸豐五年二月二十四日進宮的十九歲官女子大妞，原因是腳疾之症。翌日，錱常在位下因未知緣故而交出一名女子。
咸豐九年（1859年）正月初四日，錱常在因病挪移吉安所，五月初六日薨逝，同日錱常在挪移吉安所。五月十一日辰時，行初祭禮；五月十四日卯時，行大祭禮；五月十七日寅時，錱常在采棺由西花園殡所奉移至田村西所暫安。同治四年九月二十五日，錱常在采棺奉安於定陵妃園寢。

## 引用文獻
1. ↑  总管内务府《杂录档》130号：咸豐三年二月二十四日，總管呂泰等人奉旨，正白旗披甲人吉祿之女，著封為錱常在。
2. ↑  第一歷史檔案館藏《宮中雜件》：咸豐五年十月初一日內庭宮分，乾清宮，皇后銀一千兩，媽媽里二名，女子十二名，麗妃銀三百兩，女子七名，懿嬪銀二百兩，媽媽裏一名，女子六名，婉嬪銀二百兩，女子六名，璹貴人銀二百兩，女子四名，容貴人銀一百兩，女子四名，璷貴人銀一百兩，女子三名，錱常在銀五十兩，女子三名，伊常在銀五十兩，女子三名，暝諳答應銀五十兩，女子一名，徐官女子銀六兩，女子一名
3. ↑  《奏为查验承乾宮交出女子一名情形事》(節錄)：本年六月二十四日，由敬事房交出承乾宫因病出宫女子一名，臣等当即派委员外郎宽惠详细检验去后，兹称该员禀称查验得承乾宫交出女子大妞一名，据称年十九岁，于咸丰五年二月二十四日进宫，在錱常在位下当差，素无过失，因患脚疾之症是以交出等因御覆前来查该女子实系因病交出，并无别情，查验属实，应即无例？令该家属领去，为此恭折奏?谨，奉等因于咸丰五年六月二十五日具奏。奉旨知道了，钦此。